# فقط اسماً دموکرات

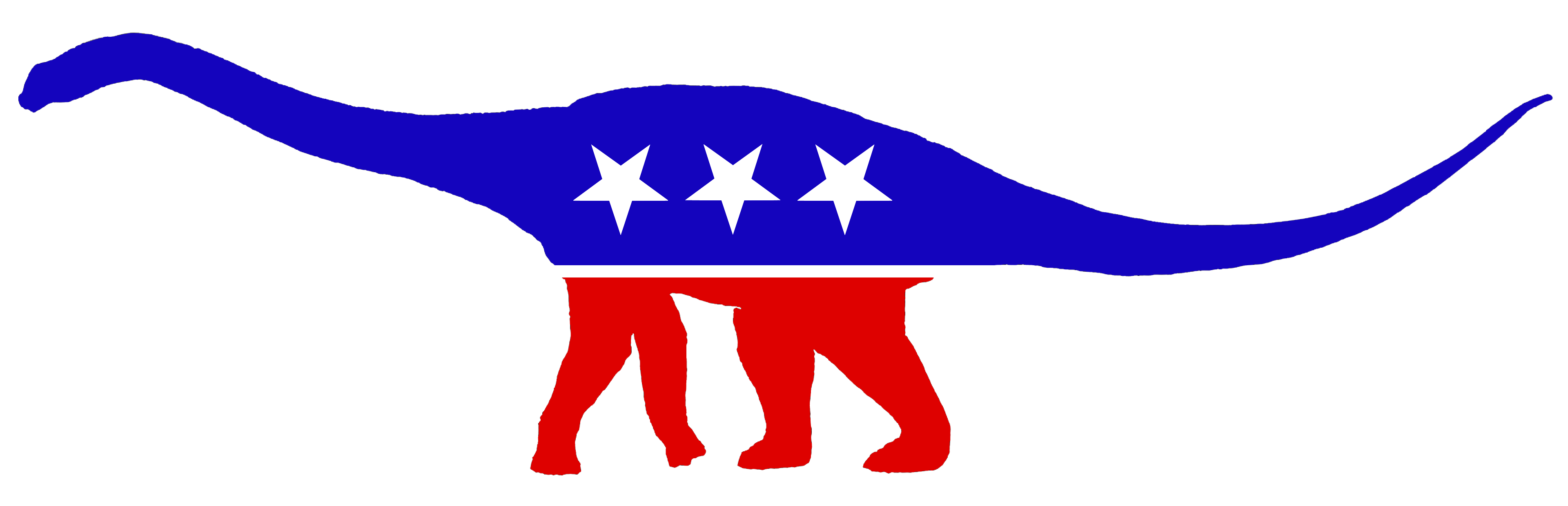
نماد داینو که نشان‌دهندهٔ افراد فقط اسماً دموکرات است.

فقط اسماً دموکرات یا داینو لفظی تحقیرآمیز است که اعضای لیبرال حزب دموکرات ایالات متحده برای توصیف دموکرات‌هایی به کار می‌برند که دیدگاه‌ها یا اقداماتشان به حد کافی لیبرال نیست یا با جایگاه آزادی‌خواهانه آن‌ها سازگار نیست. واژه مخفف DINO، علیه اعضایی که بیش از حد میانه‌رو یا محافظه‌کار هستند به کار می‌رود.

## منایع
- ویکی‌پدیای انگلیسی